# Житянино
Житянино — деревня в Онуфриевском сельском поселении Истринского района Московской области. Население — 1 чел. (2010).
Самое отдалённое селение Истринского района в юго-западном направлении (по прямой около 26 км), близ реки Малой Истры, у границы с Рузским районом, высота над уровнем моря 217 м. Ближайшие населённые пункты на севере — Ульево в 1 км и Бочкино в 1,5 км.

## Население
| 2002 | 2006 | 2010 |
| ---- | ---- | ---- |
| 5    | ↘1   | →1   |